# Hunyadi László (geológus)
Hunyadi László (Pilis, 1936. március 22. – 2016. szeptember 30.) geológus, építőipari és építésföldtani szakmérnök, hittanár.

## Élete
1961-ben végzett az ELTE természettudományi karán geológus szakon. Ugyanott geokartográfus szakot is végzett, és 1966-ban földrajz doktori címet szerzett. 1975-ben a BME-n építőipari és építésföldtani szakmérnöki szakot végzett.
Pályáját az Országos Vízkutató Vállalatnál kezdte, de már 1962-ben tanári állást vállalt a Szabó József geológiai technikumban, ahol 1976-ig geológiát tanított. 1971-től a Közlekedési és Távközlési Műszaki Főiskola adjunktusa. Ebben az időben a középfokú geológusoktatás szaktankönyv-sorozatának szerkesztője, közülük négynek a szerzője, egynek társszerzője is.
1978-tól földtani szakértő. 1985-ben hittanári oklevelet szerzett a Pázmány Péter Hittudományi Akadémián. 1981-től több mint tíz éven át a Szentendrei Ferences Gimnáziumban földrajzot és műszaki rajzot tanított.
1996-tól a földrajztudomány kandidátusa, az ELTE docense, a miskolci Pedagógiai Egyetem szakértője és a katolikus kerettanterv egyik szerkesztője.

## Művei
- Geológia (1972) (egyetemi tankönyv)
- A világ vallásföldrajza (1993)
- Csillagászati és általános természeti földrajz (1994)
- Általános társadalom- és gazdaságföldrajz (1997)
- Az emberiség vallásai az őskortól napjainkig (1998)

## Külső hivatkozások
- Érd őskori embere